# ريانا ديل روجيل

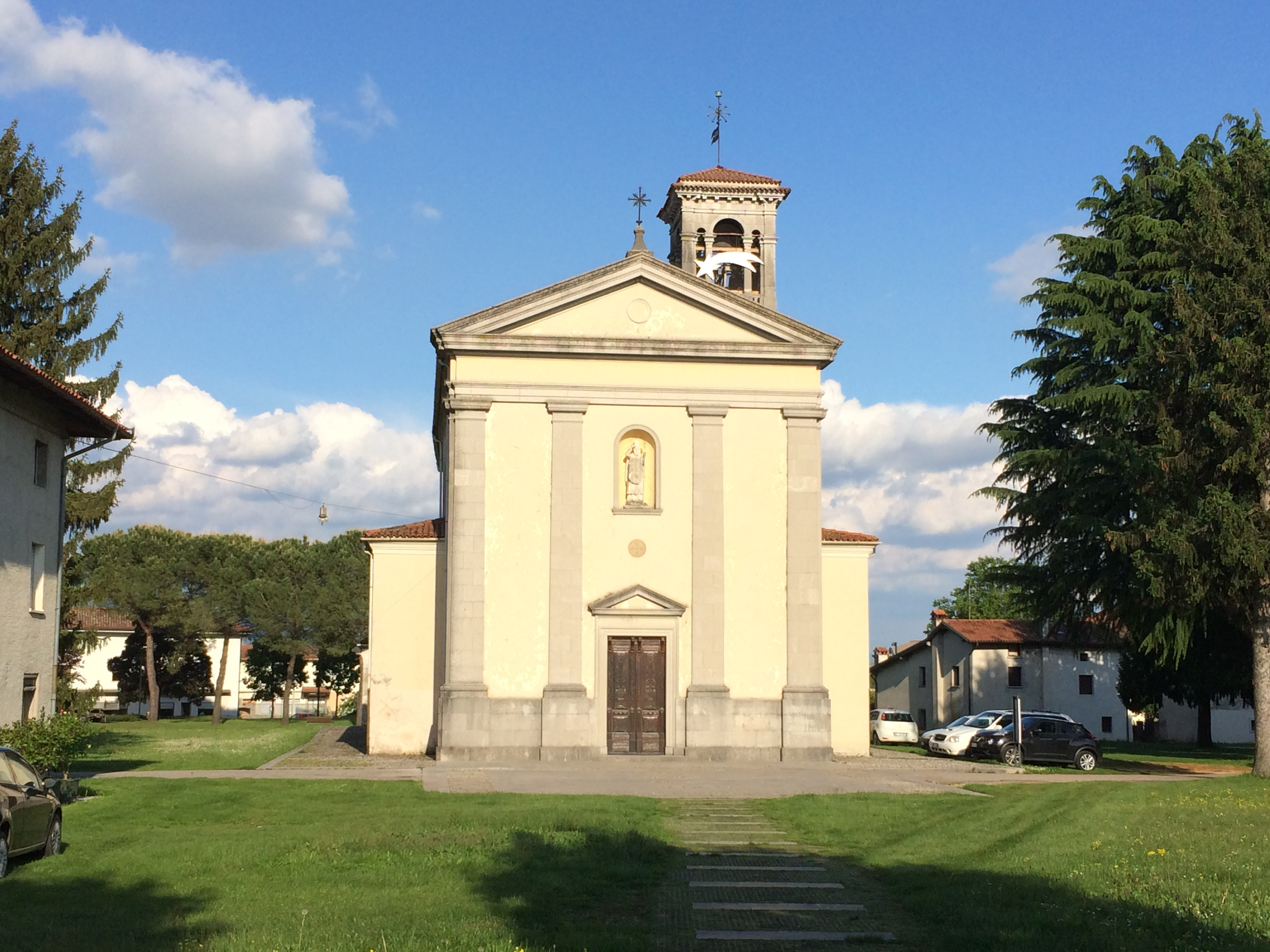
كنيسة سان فيليس

ريانا ديل روجيل هي كومونا في مقاطعة أوديني في المنطقة الإيطالية فريولي فينيتسيا جوليا، وتقع على بعد حوالي 70 كيلومترًا (43 ميلًا) شمال غرب ترييستي وحوالي 9 كيلومترات (6ميل) شمالًا أوديني.

## روابط خارجية
- الموقع الرسمي